# Wielwijk (Dordrecht)
Wielwijk is een stadswijk in het zuiden van de stad Dordrecht, in de Nederlandse provincie Zuid-Holland. De wijk is gebouwd in de jaren vijftig.
De straten zijn vernoemd naar beroemde Nederlandse zeehelden: Piet Hein, Maarten Tromp, Michiel de Ruyter, Karel Doorman, enz.